# Aglossosia persimilis
Aglossosia persimilis là một loài bướm đêm thuộc phân họ Arctiinae, họ Erebidae.